# Флейта-позвоночник
Флейта-позвоночник — поэма Владимира Владимировича Маяковского, написанная им осенью 1915 года.

## История издания
Работа над поэмой была начата осенью 1915 года. Известно, что не позже ноября того же года она была завершена.
Изначально она называлась «Стихи ей». Автор посвятил поэму Лиле Юрьевне Брик. В первой части произведения, напечатанной в альманахе «Взял», царской цензурой были изъяты некоторые части. Отдельным изданием поэма вышла в феврале 1916 года в издательстве «Взял» с ещё большим числом цензурных изъятий.
Купюры были восстановлены только в двухтомном сборнике «Все сочиненное Владимиром Маяковским», изданном в 1919 году, где поэма была напечатана под названием «Флейта позвоночника».
Отдельное издание поэмы было также осуществлено автором. Эта уникальная рукописная книга, датированная 21 ноября 1919 года, иллюстрирована самим Владимиром Маяковским (обложка и четыре акварели). Текст титульного листа написан кистью поэтом: «Флейта позвоночника. Соч. Маяковского. Посвящается Л. Ю. Брик. Переписала Л. Ю. Брик. Разрисовал Маяковский». Вверху титульного листа он оставил автограф: «Написал эту книгу я. Вл. Маяковский. 21. XI. 19 г.».